# Aregno
Aregno är en kommun i departementet Haute-Corse på ön Korsika i Frankrike. Kommunen ligger i kantonen Belgodère som tillhör arrondissementet Calvi. År 2022 hade Aregno 594 invånare.

## Befolkningsutveckling
Antalet invånare i kommunen Aregno
Referens:INSEE